# Änubah!
Änubah! var ett radioprogram som sändes i Sveriges Radio P3 mellan 1986 och 1989.
Programmet handlade om ny svensk rock och sände intervjuer, reportage, musik på skiva men också live från Sundsvall.
Några medarbetare var Håkan Persson (också producent), Mats Lundgren och Kristofer Lundström.